# The Passing of Mr. Quin
Pour plus de détails, voir Fiche technique et Distribution.
The Passing of Mr. Quin est un film britannique muet réalisé par Julius Hagen et Leslie S. Hiscott, sorti en 1928. Il est adapté de la nouvelle L'Arrivée de Mr Quinn d'Agatha Christie.
C'est la première adaptation cinématographique d'une œuvre d'Agatha Christie.

## Fiche technique
- Titre original : The Passing of Mr. Quin
- Réalisation : Julius Hagen et Leslie S. Hiscott
- Scénario : Leslie S. Hiscott, d'après la nouvelle L'Arrivée de Mr Quinn d'Agatha Christie
- Production : Julius Hagen
- Sociétés de production : Julius Hagen Productions
- Société de distribution : Argosy Films
- Pays d'origine : Royaume-Uni
- Langue originale : anglais
- Format : Noir et blanc — 35 mm — 1,33:1 — muet
- Genre : Drame
- Durée : 100 minutes
- Date de sortie :
  - Royaume-Uni : 31 juillet 1928

## Distribution
- Stewart Rome : Dr Alec Portal
- Trilby Clark : Mrs. Eleanor Appleby
- Ursula Jeans : Vera, la femme de chambre
- Clifford Heatherley : Professeur Appleby
- Mary Brough : la cuisinière
- Vivian Baron : Derek Cappel
- Kate Gurney : la propriétaire

## Autour du film
L'enquête est résolue lors d'un flashback final, caractéristique des films policiers de l'époque.